# ブレット・ボウチー
ブレット・ボウチー（Brett Bochy, 1987年8月27日 - ）は、アメリカ合衆国・カリフォルニア州サンディエゴ出身のプロ野球選手（ 投手）。右投右打。現在は、フリーエージェント（FA）。
父は、同じサンフランシスコ・ジャイアンツで監督を務めるブルース・ボウチーである。兄のグレッグもかつては、サンディエゴ・パドレス傘下のマイナーで4年間プレーしていた。叔父のジョーは、パドレスでスカウトを務めている。

## 経歴
2010年のMLBドラフト20巡目（全体618位）でサンフランシスコ・ジャイアンツから指名され、プロ入り。
2013年のスプリングトレーニングに招待選手として参加した。
2014年9月2日にメジャーに昇格し、9月13日のロサンゼルス・ドジャース戦でメジャーデビューを果たした。
11月4日に40人枠を外れる形でAAA級サクラメント・リバーキャッツへ降格した。
2015年4月5日にメジャー契約を結び、40人枠入りした。25人枠入りしないまま7月3日にDFAとなった。7月7日にAAA級サクラメントに異動した。その後、9月7日に昇格し、再びメジャー契約を結んだ。10月15日に40人枠を外れる形でAAA級サクラメントへ降格し、17日にFAとなった。

## 詳細情報

### 年度別投手成績
| 年 度    | 球 団    | 登 板 | 先 発 | 完 投 | 完 封 | 無 四 球 | 勝 利 | 敗 戦 | セ 丨 ブ | ホ 丨 ル ド | 勝 率 | 打 者 | 投 球 回 | 被 安 打 | 被 本 塁 打 | 与 四 球 | 敬 遠 | 与 死 球 | 奪 三 振 | 暴 投 | ボ 丨 ク | 失 点 | 自 責 点 | 防 御 率 | W H I P |
| -------- | -------- | ----- | ----- | ----- | ----- | -------- | ----- | ----- | -------- | ----------- | ----- | ----- | -------- | -------- | ----------- | -------- | ----- | -------- | -------- | ----- | -------- | ----- | -------- | -------- | ------- |
| 2014     | SF       | 3     | 0     | 0     | 0     | 0        | 0     | 0     | 0        | 0           | ----  | 14    | 3.1      | 1        | 1           | 2        | 0     | 1        | 3        | 0     | 0        | 2     | 2        | 5.40     | 0.90    |
| 2015     | SF       | 4     | 0     | 0     | 0     | 0        | 0     | 0     | 0        | 1           | ----  | 12    | 3.0      | 1        | 0           | 1        | 0     | 1        | 3        | 1     | 0        | 0     | 0        | 0.00     | 0.67    |
| MLB：2年 | MLB：2年 | 7     | 0     | 0     | 0     | 0        | 0     | 0     | 0        | 1           | ----  | 26    | 6.1      | 2        | 1           | 3        | 0     | 2        | 6        | 1     | 0        | 2     | 2        | 2.84     | 0.79    |

### 背番号
- 43（2014年）
- 38（2015年）